# Роберт Ролло Гіллеспі
Г'ю Роберт Ролло Гіллеспі (англ. Hugh Robert Rollo Gillespie, *21 січня 1766 — †31 жовтня 1814) — офіцер британської армії.

## Біографія
Роберт Ролло Гіллеспі народився в місті Комбер в графстві Даун, на території сучасної Північної Ірландії. Він отримав освіту в Кенсінгтоні. Після того. як йому відмовили у вступі до Кембриджського університету, він в 1783 році приєднався до 3-го ірландського кавалерійського полку в чині корнета.
В 1786 році він брав участь в дуелі, в якій вбив дуелянта-суперника. Гіллеспі втік і переховувався спочатку у друга в Наррагморі, а потім в Шотландії. В 1788 році він добровільно повернувся і постав перед судом. Він був виправданий, оскільки все відбулось згудно дуельних правил. Також Гіллеспі був відомий як "Найсильніша людина Комберу", через його фізичні здібності.
В 1792 році він перейшов до 20-го легкого драгунського полку в чині лейтенанта і незабаром відправився разом з ним на Ямайку. Однак корабель, на якому він плив, розбився у берегів Мадейри. Гіллеспі захворів на жовту гарячку в свою першу ніч на острові. Вісля одужання він повернувся до свого полку і брав участь в боях проти Французької республіки на Карибах за півострів Тібуроні і Порт-о-Пренс. В Сан-Домінго Гіллеспі підвищили до генерал-ад'ютанта.
в 1804 році він був притягнутий до військового суду за звинуваченям в шахрайстві, але був повністю виправданий. Багато старших офіцерів і товаришів по службі Гіллеспі писали листи до суду, високо його оцінюючи.
Згодом Гіллеспі був переведений до Індії і призначений командиром 19-го драгунського полку, що розміщувався в Аркоті (неподалік Веллуру). Через кілька днів після вступу на нову посаду, Гіллеспі дізнався про Веллорське повстання (1806). Він взяв активну участь в його придушенні. За наказом Гіллеспі були заарештовані сини Тіпу Султана, підозрювані в організації повстання, і відправлені під охороною в Мадрас.
В 1811 році Роберт Гіллеспі брав участь у вторгненні на Яву і захоплені Батавії. Згодом він був призначений командувачем військами на окупованій британцями Яві. В 1812 році він скинув султана Палембангу і захопив місто Джок'якарту.
В 1814 році він брав участь в англо-непальській війні. В битві при Налапані він був вбитий гуркхським снайпером.
Він був посмертно посвячений в лицарі Ордену Лазні 1 січня 1815 року

## Пам'ять

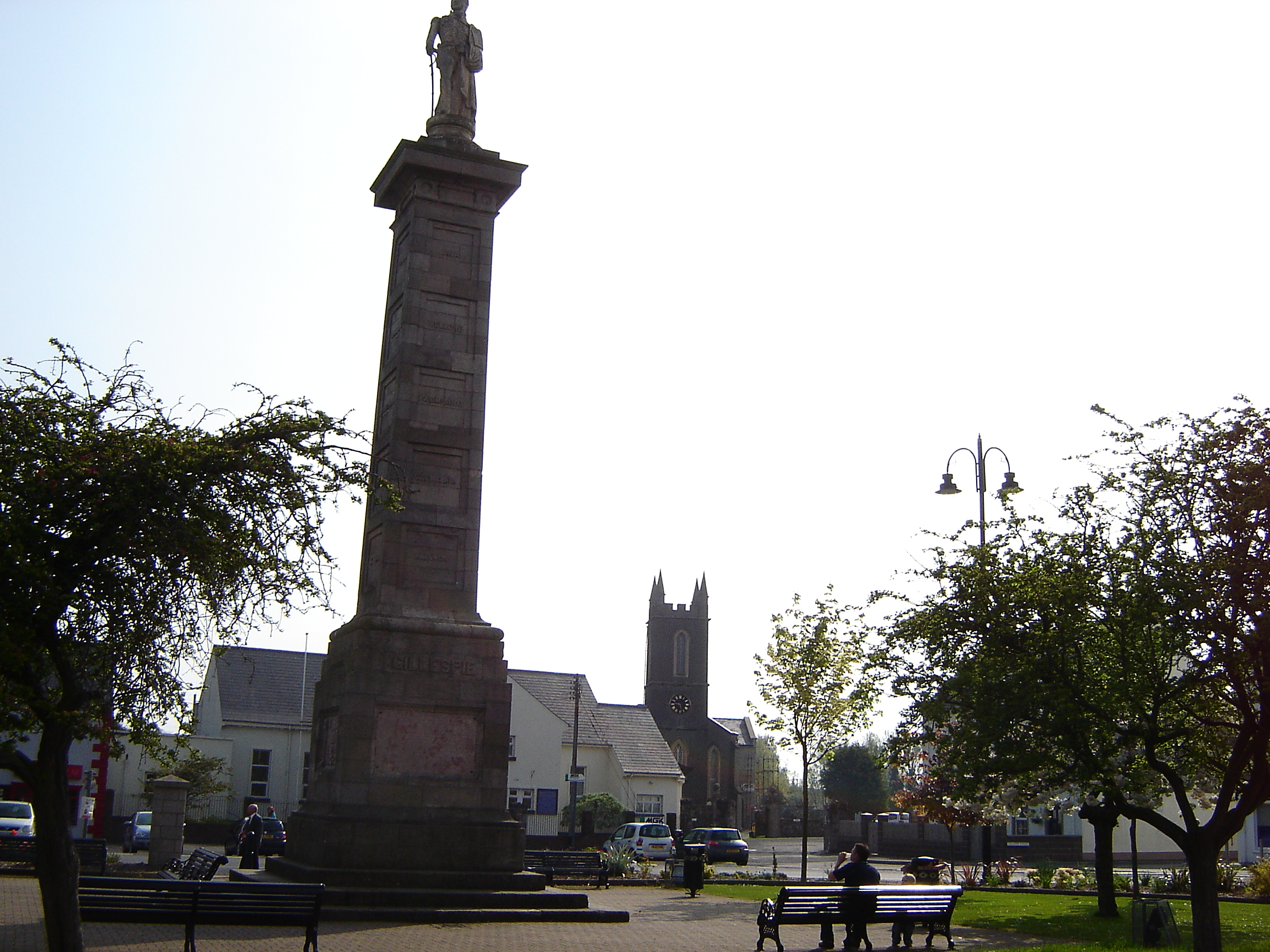
Пам'ятник Гіллеспі

24 червня 1845 року на міській площі Комберу був встановлений пам'ятник Роберту Гіллеспі, колонну, висотою 55 футів. На церемонії були присутні 50 магістрів масонських лож, що робить це зібрання найбільшим в історії Ірландії. Загалом на відкриття пам'ятнику прийшло  від 25 000 до 30 000 людей.
В склепі собору святого Павла є пам'ятник Гіллеспі.